# Élections municipales de 2017 à Trois-Rivières
Les élections municipales de 2017 à Trois-Rivières se déroulent le 5 novembre 2017.

## Résultats[1]

### Mairie
- Maire sortant : Yves Lévesque

| Parti                             | Parti                             | Candidats                         | Voix    | %     |
| --------------------------------- | --------------------------------- | --------------------------------- | ------- | ----- |
|                                   | Indépendant                       | Yves Lévesque                     | 26 503  | 51,37 |
|                                   | Indépendant                       | Jean-François Aubin               | 23 252  | 45,07 |
|                                   | Indépendant                       | André Bertrand                    | 1 837   | 3,56  |
|                                   |                                   |                                   |         |       |
| Votes valides                     | Votes valides                     | Votes valides                     | 51 592  | 98,76 |
| Bulletins rejetés                 | Bulletins rejetés                 | Bulletins rejetés                 | 650     | 1,24  |
| Total                             | Total                             | Total                             | 52 242  | 100   |
| Abstention                        | Abstention                        | Abstention                        | 55 195  | 51,37 |
| Nombre d'inscrits / participation | Nombre d'inscrits / participation | Nombre d'inscrits / participation | 107 437 | 48,63 |

### Districts électoraux

#### Résumé
| Districts                         | Élus sortants                     | Candidats élus        | Candidats élus        |
| --------------------------------- | --------------------------------- | --------------------- | --------------------- |
| #1                                | André Noël                        | Pierre Montreuil      | Pierre Montreuil      |
| #2                                | Yves Landry                       | Valérie Renaud-Martin | Valérie Renaud-Martin |
| #3                                | Luc Tremblay                      | Luc Tremblay          | Luc Tremblay          |
| #4                                | Marie-Claude Camirand             | Maryse Bellemare      | Maryse Bellemare      |
| #5                                | Pierre-Luc Fortin                 | Pierre-Luc Fortin     | Pierre-Luc Fortin     |
| #6                                | Jeannot Lemieux                   | Mariannick Mercure    | Mariannick Mercure    |
| #7                                | Pierre A Dupont                   | Dany Carpentier       | Dany Carpentier       |
| #8                                | Sabrina Roy                       | Sabrina Roy           | Sabrina Roy           |
| #9                                | Jean-François Aubin               | Denis Roy             | Denis Roy             |
| #10                               | François Bélisle                  | François Bélisle      | François Bélisle      |
| #11                               | Ginette Bellemare                 | Ginette Bellemare     | Ginette Bellemare     |
| #12                               | Joan Lefebvre                     | Claude Ferron         | Claude Ferron         |
| #13                               | Daniel Cournoyer                  | Daniel Cournoyer      | Daniel Cournoyer      |
| #14                               | Michel Cormier                    | Michel Cormier        | Michel Cormier        |
|                                   |                                   |                       |                       |
| Votes valides                     | Votes valides                     | 51 592                | 98,76                 |
| Bulletins rejetés                 | Bulletins rejetés                 | 650                   | 1,24                  |
| Total                             | Total                             | 52 242                | 100                   |
| Abstention                        | Abstention                        | 55 195                | 51,37                 |
| Nombre d'inscrits / participation | Nombre d'inscrits / participation | 107 437               | 48,63                 |

#### Résultats individuels
| Candidat | Candidat             | Voix  | %     |
| -------- | -------------------- | ----- | ----- |
|          | Pierre Montreuil     | 1 892 | 53,90 |
|          | André Noël (sortant) | 1 618 | 46,10 |
| Total    | Total                | 3 510 | 100%  |

| Candidat | Candidat              | Voix  | %     |
| -------- | --------------------- | ----- | ----- |
|          | Valérie Renaud-Martin | 2 465 | 63,32 |
|          | Yves Landry (sortant) | 1 428 | 36,68 |
| Total    | Total                 | 3 893 | 100%  |

| Candidat | Candidat               | Voix  | %     |
| -------- | ---------------------- | ----- | ----- |
|          | Luc Tremblay (sortant) | 1 935 | 47,83 |
|          | Jennie Perron          | 989   | 24,44 |
|          | André Mélançon         | 566   | 13,99 |
|          | Sylvain Courchesne     | 556   | 13,74 |
| Total    | Total                  | 4 046 | 100%  |

| Candidat | Candidat                         | Voix  | %     |
| -------- | -------------------------------- | ----- | ----- |
|          | Maryse Bellemare                 | 1 876 | 53,58 |
|          | Marie-Claude Camirand (sortante) | 1 625 | 46,42 |
| Total    | Total                            | 3 501 | 100%  |

| Candidat | Candidat                    | Voix  | %     |
| -------- | --------------------------- | ----- | ----- |
|          | Pierre-Luc Fortin (sortant) | 2 284 | 57,44 |
|          | Claire Leblanc              | 996   | 25,05 |
|          | Jérôme Francoeur            | 696   | 17,51 |
| Total    | Total                       | 3 976 | 100%  |

| Candidat | Candidat                  | Voix  | %     |
| -------- | ------------------------- | ----- | ----- |
|          | Mariannick Mercure        | 1 924 | 48,99 |
|          | Jeannot Lemieux (sortant) | 1 159 | 29,51 |
|          | Yves Jr Boissonneault     | 531   | 13,52 |
|          | François Bourassa         | 313   | 7,97  |
| Total    | Total                     | 3 927 | 100%  |

| Candidat | Candidat                  | Voix  | %     |
| -------- | ------------------------- | ----- | ----- |
|          | Dany Carpentier           | 1 392 | 48,18 |
|          | Jimmy Boisvert            | 696   | 24,09 |
|          | Pierre A Dupont (sortant) | 675   | 23,36 |
|          | Alain Martel              | 126   | 4,36  |
| Total    | Total                     | 2 889 | 100%  |

| Candidat | Candidat               | Voix  | %     |
| -------- | ---------------------- | ----- | ----- |
|          | Sabrina Roy (sortante) | 1 848 | 55,50 |
|          | Gaétan Jr Laperrière   | 1 298 | 38,98 |
|          | Yves Lapierre          | 184   | 5,53  |
| Total    | Total                  | 3 330 | 100%  |

| Candidat | Candidat        | Voix  | %     |
| -------- | --------------- | ----- | ----- |
|          | Denis Roy       | 1 232 | 43,95 |
|          | Serge Parent    | 585   | 20,87 |
|          | André Lapierre  | 491   | 17,52 |
|          | Tania Brisson   | 255   | 9,10  |
|          | Christian Duval | 122   | 4,35  |
|          | Jonathan Poulin | 118   | 4,21  |
| Total    | Total           | 2 803 | 100%  |

| Candidat | Candidat                   | Voix  | %     |
| -------- | -------------------------- | ----- | ----- |
|          | François Bélisle (sortant) | 2 124 | 56,43 |
|          | Robert Boisvert            | 887   | 23,57 |
|          | Roland Manseau             | 607   | 16,13 |
|          | Denis St-Ours              | 146   | 3,88  |
| Total    | Total                      | 3 764 | 100%  |

| Candidat | Candidat                     | Voix  | %     |
| -------- | ---------------------------- | ----- | ----- |
|          | Ginette Bellemare (sortante) | 2 682 | 62,20 |
|          | Nicolas Mêlé                 | 1 630 | 37,80 |
| Total    | Total                        | 4 312 | 100%  |

| Candidat | Candidat                 | Voix  | %     |
| -------- | ------------------------ | ----- | ----- |
|          | Claude Ferron            | 2 262 | 52,11 |
|          | Joan Lefebvre (sortante) | 2 079 | 47,89 |
| Total    | Total                    | 4 341 | 100%  |

| Candidat | Candidat                   | Voix  | %     |
| -------- | -------------------------- | ----- | ----- |
|          | Daniel Cournoyer (sortant) | 1 757 | 47,60 |
|          | Louise Thibeault Goyette   | 1 713 | 46,41 |
|          | Dany Poulin                | 221   | 5,99  |
| Total    | Total                      | 3 691 | 100%  |

| Candidat | Candidat                 | Voix                | %                   |
| -------- | ------------------------ | ------------------- | ------------------- |
|          | Michel Cormier (sortant) | Élu sans opposition | Élu sans opposition |